# Palmeiras do Nordeste
El Palmeiras do Nordeste fue un equipo de fútbol de Brasil que jugó en el Campeonato Brasileño de Serie C, la tercera división de fútbol en el país.

## Historia
Fue fundado el 22 de agosto de 2000 en el municipio de Feira de Santana del estado de Bahía con el nombre Associaçao Atlética Independiente para jugar en la tercera división de Campeonato Baiano, temporada en la que terminó en segundo lugar de la liga y logró el ascenso a la segunda división estatal.
En 2001 gana el título de la segunda división estatal y logra el ascenso al Campeonato Baiano para 2002, año en que realizaría una relación de cooperación con el SE Palmeiras y pasaría a llamarse Palmeiras do Nordeste donde sería campeón estatal y participaría en el Campeonato Brasileño de Serie C por primera vez en su historia. En 2003 sería campeón de la copa del estado de Bahía por primera vez.
En 2004 iniciaría un periodo de decadencia en el club, empezando porque el SE Palmeiras terminaría su relación cooperativa con el club, y para 2005 pasaría a tener problemas financieros, donde descendería del Campeonato Baiano.
En 2007 logra el título de la segunda división estatal, pero cedieron la franquicia al Feirense Futebol Clube, oficializando su desaparición.

## Palmarés
- Campeonato Baiano: 1

2002
- Copa de Bahía: 1

2003
- Baiano B: 2

2001, 2007